# Thomas Jones (pastor)
Thomas Jones (17 de julio de 1819 - 24 de junio de 1882) fue un ministro independiente galés, conocido como "el poeta-predicador galés". Fue comparado con William Williams de Wern (1781-1840) como un predicador popular. Sin embargo, su reputación se forjó principalmente a través de sus sermones en inglés en la Capilla Bedford en el norte de Londres, en un estilo menos popular.

## Vida
Nació en Rhayader, Radnorshire, el 17 de julio de 1819, hijo de John Jones (fallecido en 1829), un viajero comercial. Después de asistir a la escuela local, se convirtió en aprendiz alrededor de 1831 con un fabricante de franela llamado Winstone en Llanwrtyd. En 1837, trabajó en Brynmawr, primero como minero y luego como pesador de control; y en 1839 se trasladó a Llanelli, Carmarthenshire. Comenzó a predicar entre los metodistas calvinistas, pero en 1841 se unió a los independientes.
Después de asistir a tres o cuatro años de escuela en Llanelli, Jones fue ordenado como el primer ministro de la Capilla Bryn, cercana, en julio de 1844. En 1845, asumió el liderazgo de las iglesias de Hermon y Tabor, cerca de Llandeilo. En 1850, se convirtió en pastor de la Iglesia Libanus en Morriston, cerca de Swansea, donde se hizo conocido en todo Gales por su elocuencia.
En septiembre de 1858, Jones aceptó el pastorado de la congregación independiente en la Capilla Albany, Frederick Street, en el noroeste de Londres. Después de tener éxito allí, se trasladó en 1861 a una iglesia más grande, la Capilla Bedford, cerca de Oakley Square, donde ejerció su ministerio hasta diciembre de 1869. Durante su tiempo en Bedford Chapel, atrajo a oyentes con su elocuencia y humanidad.
Debido a problemas de salud, Jones regresó a Gales y en enero de 1870 asumió el pastorado de la nueva iglesia congregacional en Walter's Road, Swansea. Fue presidente de la Unión Congregacional de Inglaterra y Gales en 1871–2. Debido a su salud, ocupó el pastorado de la Iglesia Independiente de Collins Street en Melbourne, desde mayo de 1877 hasta marzo de 1880, con gran éxito. Luego regresó a Swansea y retomó su labor en Walter's Road en 1881, continuando hasta su fallecimiento el 24 de junio de 1882.

## Obras
Jones publicó una serie de sermones en Words of Peace, Melbourne, 1877–1878, y otra en Sunday Magazine, Londres, 1883. Se publicó un volumen de sus sermones y discursos, titulado "The Divine Order and other Sermons and Addresses by the late Thomas Jones of Swansea", en Londres en 1884. El libro fue editado por su hijo Brynmor y contenía una breve introducción de Robert Browning. En 1886, se publicó en Londres un breve volumen de selecciones de sus pensamientos líricos, titulado "Lyric Thoughts of the late Thomas Jones, with Biographical Sketch", editado por su viuda.
Jones también publicó algunas piezas de poesía en galés. Además, dio conferencias sobre temas como Mahoma (publicado en 1860), La elevación del trabajador y El mártir de Erromanga.

## Familia
Jones contrajo matrimonio en dos ocasiones. Con su primera esposa, Jane Jones de Dowlais (fallecida en 1867), tuvo al menos cuatro hijos y una hija, incluyendo a David Brynmor Jones, John Viriamu Jones (de la Universidad de Cardiff) y Leifchild Leif-Jones, primer barón Rhayader. Se casó en segundo lugar, en febrero de 1870, con Annie Howell de Pembroke Dock.